# Bello Nock
 (juin 2012).
Si vous disposez d'ouvrages ou d'articles de référence ou si vous connaissez des sites web de qualité traitant du thème abordé ici, merci de compléter l'article en donnant les références utiles à sa vérifiabilité et en les liant à la section « Notes et références ».
Demetrius Alexandro Claudio Amadeus Bello Nock (né en 1968), dit Bello Nock, ou tout simplement « Bello », est un artiste clown américain. Bello est considéré comme un des « meilleurs artiste du spectacle ». À la fois athlète, acrobate, funambule, comique, sa large palette lui permet d’être un clown unique en son genre et d’avoir été la vedette de trois très grands cirques : le cirque New Yorkais Big Apple Circus, Ringling Bros. and Barnum & Bailey Circus et enfin le cirque mexicain « Atayde ». Nock effectue ses performances sans le maquillage blanc traditionnel de clown. Il a choisi l’apparence suivante : de longs cheveux blonds de 15 centimètres de hauteur, un smoking flashy ou un zoot suit avec une cravate, des gants blancs et des chaussures de danse. Il a été nommé par Time comme « meilleur clown de l'Amérique » en 2011 et a reçu le clown d’or du Festival international du cirque de Monte-Carlo en 2011.

## Biographie
Né à Sarasota en Floride, Demetrius Nock est un artiste  de la septième génération de la famille de cirque Nock qui a créé le cirque suisse Nock au XVIIIe. Il a donc des origines suisses mais également italiennes. Nock a commencé à jouer à partir de trois ans, jouant le bébé de la maison en feu dans le spectacle de Disney  Le Cirque de Dumbo. À six ans, Nock joue Michael Darling sur la tournée de Peter Pan avec Cathy Rigby. Bello a joué pour la première fois en son nom à l’âge de 15 ans. Il a joué aux quatre coins du monde avec sa famille la troupe « Neverless Nock ». Puis Bello a été la star du cirque mexicain « Atayde » avant de rejoindre en 2000 le cirque Big Apple où il devient la vedette. 
Bello a effectué trois tournées avec le Cirque Big Apple : la dernière étant Bello and friends. Pendant la même période, Bello a participé au Festival international du cirque de Monte-Carlo, où il a remporté de nombreux prix et le prix Walt Disney pour Creative Entertainment. En 2001, Nock devient la tête d'affiche de Ringling Bros and Barnum & Bailey Circus. Bello fait quatre tournées avec Ringling Bros and Barnum & Bailey Circus, Bellobration, étant la dernière. Nock est la première personne en 140 ans d'histoire de la compagnie Ringling à avoir une production qui porte son nom. Bello joue dans environ 500 spectacles pour 5 millions de personnes par an avec Ringling Bros and Barnum & Bailey Circus. Le producteur de Ringling Kenneth Feld dit de Bello : « [Il est] unique dans l'histoire du cirque, un artiste qu’on ne voit qu’une fois dans sa vie ». En 2001, Time Magazine inclut Bello dans sa liste de « meilleurs artistes et animateurs de l'Amérique », l'appelant « meilleur clown de l'Amérique". Paul Schultz, journaliste du Daily Mail, dit quant à lui qu’« il est impossible de reprendre sa respiration quand on est en train de regarder cet artiste ».
En novembre 2008, Bello quitte la Ringling Bros and Barnum & Bailey Circus. Il effectue une tournée de plusieurs mois en Europe avant de revenir au cirque de sa ville d’origine le Circus Sarasota dans Bello comes Home. À l'automne de 2009, Nock marche sur un fil au-dessus du Lincoln Center à New York pour annoncer son retour avec le Big Apple Circus pour leur trente-deuxième production, Bello is back!. À ce propos, le Time Out New York déclare que le retour de Bello au cirque Big Apple « imprègne l'ensemble du spectacle d'humour » et que « le cirque se sent plus frais et plus drôle que ce qu'il a été depuis des années ».

## Son style
Nock se définit lui-même comme un clown casse-cou. Il est connu pour sa capacité unique à faire rire ses spectateurs tout en effectuant des acrobaties audacieuses et dangereuses. Il est un artiste athlétique et acrobatique. En 2004, le Daily News a déclaré que Nock « pourrait être le plus grand athlète à avoir mis les pieds dans l'arène la plus célèbre du monde » (Madison Square Garden). Nock est un artiste extrêmement complet : funambule entre le Reliant Stadium et l’American Arena ou suspendu à un trapèze sous un hélicoptère, équilibriste sur les roues géantes de la mort ou accroché à des mats chinois de plus de huit mètres, roulant à moto sur un fil ou jouant la comédie sur le dos d’un éléphant, sur un trampoline ou encore artiste transformiste.
Nock conçoit et réalise ses propres cascades et a inventé certains gréements ou activités de cirque. En 2006, il crée la Wheel of Steel, roue de la mort d’acier pour le spectacle Bellobration et à l’été 2007, il invente « The Aqua Trap », trapèze ballant avec sortie dans un plan d’eau pour le parc aquatique « Sea World ». 